# Пам’ятний знак на споруді, в якій працював керівник будівництва та перший директор Криворізького металургійного заводу

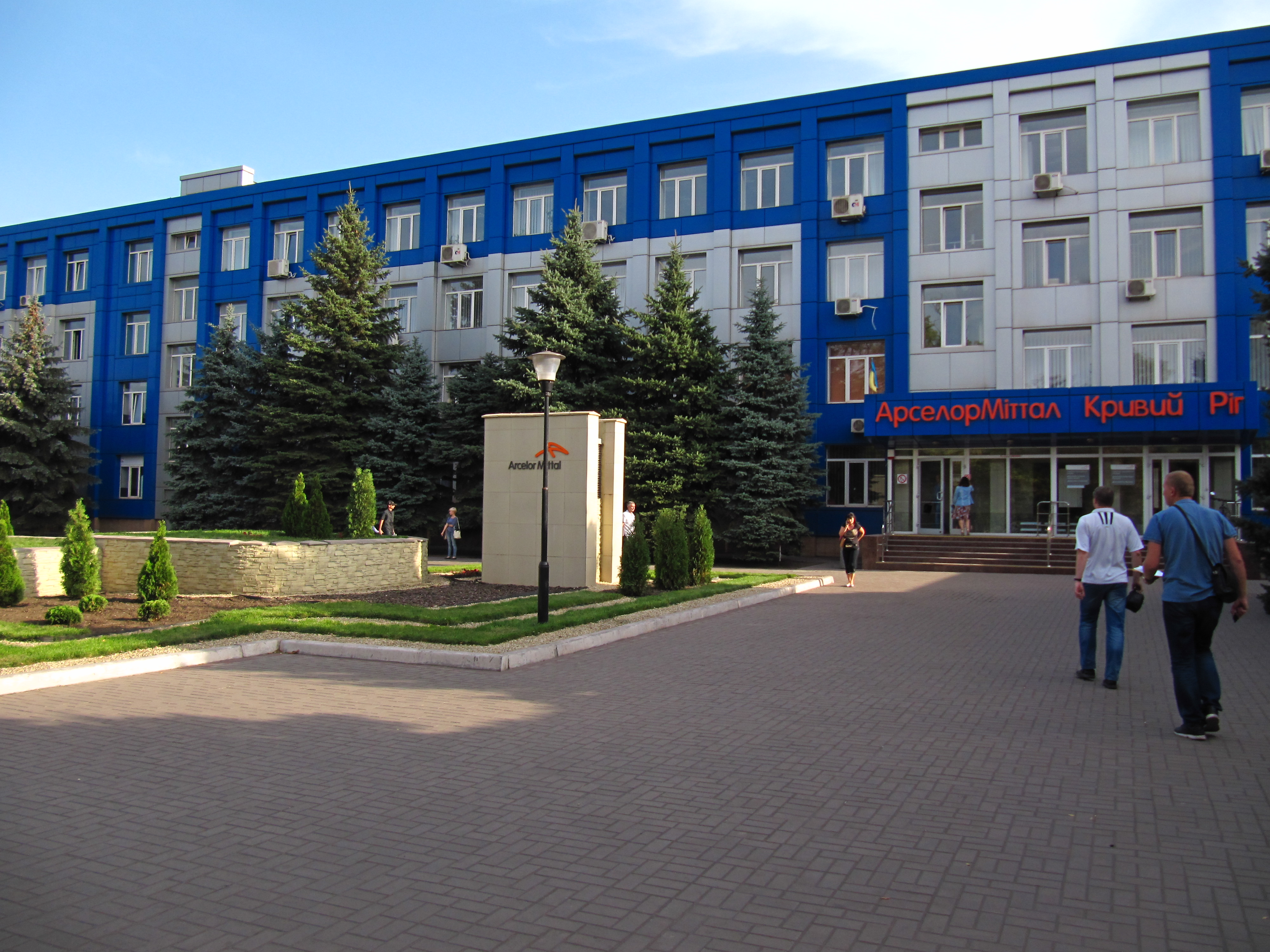

Пам’ятний знак на споруді, в якій працював керівник будівництва та перший директор Криворізького металургійного заводу ім. Леніна Я. І. Вєснік взятий на облік у 1970 р. Пам’ятка знаходиться в Металургійному районі, вулиці Криворіжсталі (колишня Орджонікідзе), 1.

## Передісторія
Вєснік Яків Ілліч (21.8.1894 – 18.11.1937) – керівник будівництва й перший директор Криворізького металургійного заводу (з 2005 року ВАТ «АрселорМіттал Кривий Ріг»). У липні 1931 року призначений начальником тресту «Криворіжбуд» зі спорудження металургійного і коксохімічного заводів. Керував будівництвом перших домен, перших кварталів Соцміста, водосховища на Інгульці. З введенням заводу «Криворіжсталь» стає першим його директором. Створив сучасний завод, міську інфраструктуру. Мав великі заслуги перед містом. Ім’ям була названа вулиця в Кривому Розі (сучасна Віктора Гошкевича). У 1999 р. встановлено пам’ятник по вулиці Орджонікідзе, 1 (суч. Криворіжсталі).
У 1966 р. відповідно до Постанови Міськвиконкому від 05.02.1965 р. №13/390 була встановлена меморіальна дошка з мармуру на фасаді будівлі колишнього адміністративного корпусу заводу «Криворіжсталь», в якому в 1931-1937 рр. працював начальником будівництва й першим директором заводу Я. І. Вєснік. 
Відповідно до рішення Дніпропетровського облвиконкому від 08.08.1970 р. № 618 споруду було взято на облік (№ 1700). 
На початку 1980-х рр. у зв’язку з виробничою необхідністю дошку демонтували, відбулася заміна з мармурової на чавунну та перенесення на іншу споруду – чотирьохповерхову будівлю (теплову електростанцію). 

## Пам’ятка
На фасаді чотирьохповерхової будівлі (теплова електростанція) біля вхідних дверей на висоті 1,50 м розташована меморіальна дошка (0,70х0,90 м), виготовлена з чавуну, закріплена на чотири металевих штифта, прикрашена рельєфним кантом по кутах. На меморіальної дошці по центру міститься рельєфний напис великими та маленькими літерами українською мовою у 9 рядків (останній великими літерами): «Керівником / будівництва / і першим / директором заводу / з 1931 по 1937 рік / працював видатний / громадський діяч / Яків Ілліч / ВЄСНІК». На фасаді цієї будівлі справа від вхідних дверей між двома вікнами розташована чавунна меморіальна дошка, яка свідчить про розташування у приміщенні теплової електростанції спостережного пункту командира 48 гвардійської стрілецької дивізії гвардії генерал-майора Корчикова Гліба Миколайовича у лютому 1944 року.